# Anthology (album Alien Ant Farm)
ANThology – album grupy Alien Ant Farm wydany 6 marca 2001 w Stanach Zjednoczonych i 19 marca 2001 w Wielkiej Brytanii.
Pierwszym singlem z płyty był Smooth Criminal, cover piosenki Smooth Criminal Michaela Jacksona, drugim - utwór Movies. Piosenka Wish została wykorzystana w ścieżce dźwiękowej do gry komputerowej Tony Hawk’s Pro Skater 3, natomiast piosenka Courage  –  w grach Shaun Palmer's Pro Snowboarder i ATV Offroad Fury 2. W USA album rozszedł się w ponad 1 mln egzemplarzy.

## Lista utworów
1. „Courage” – 3:30
2. „Movies” – 3:15
3. „Flesh and Bone” – 4:28
4. „Whisper” – 3:25
5. „Summer” – 4:15
6. „Sticks and Stones” – 3:16
7. „Attitude” – 4:54
8. „Stranded” – 3:57
9. „Wish” – 3:21
10. „Calico” – 4:10
11. „Happy Death Day” – 4:33
12. „Smooth Criminal” – 3:29
13. „Universe” – 9:07

## Twórcy
- Terry Corso – gitara
- Mike Cosgrove – perkusja
- Dryden Mitchell – śpiew
- Tye Zamora – gitara basowa